# Diócesis de California
La diócesis de California o de las Californias (en latín: Dioecesis Californiensis y en inglés: Roman Catholic Diocese of California) fue una circunscripción eclesiástica de la Iglesia católica en México y Estados Unidos. Se trataba de una diócesis latina, sufragánea de la arquidiócesis de México. Fue suprimida el 21 de diciembre de 1851 y restaurada como diócesis titular en 1996. Desde el 25 de febrero de 2011 su obispo titular es William John Waltersheid.

## Territorio y organización

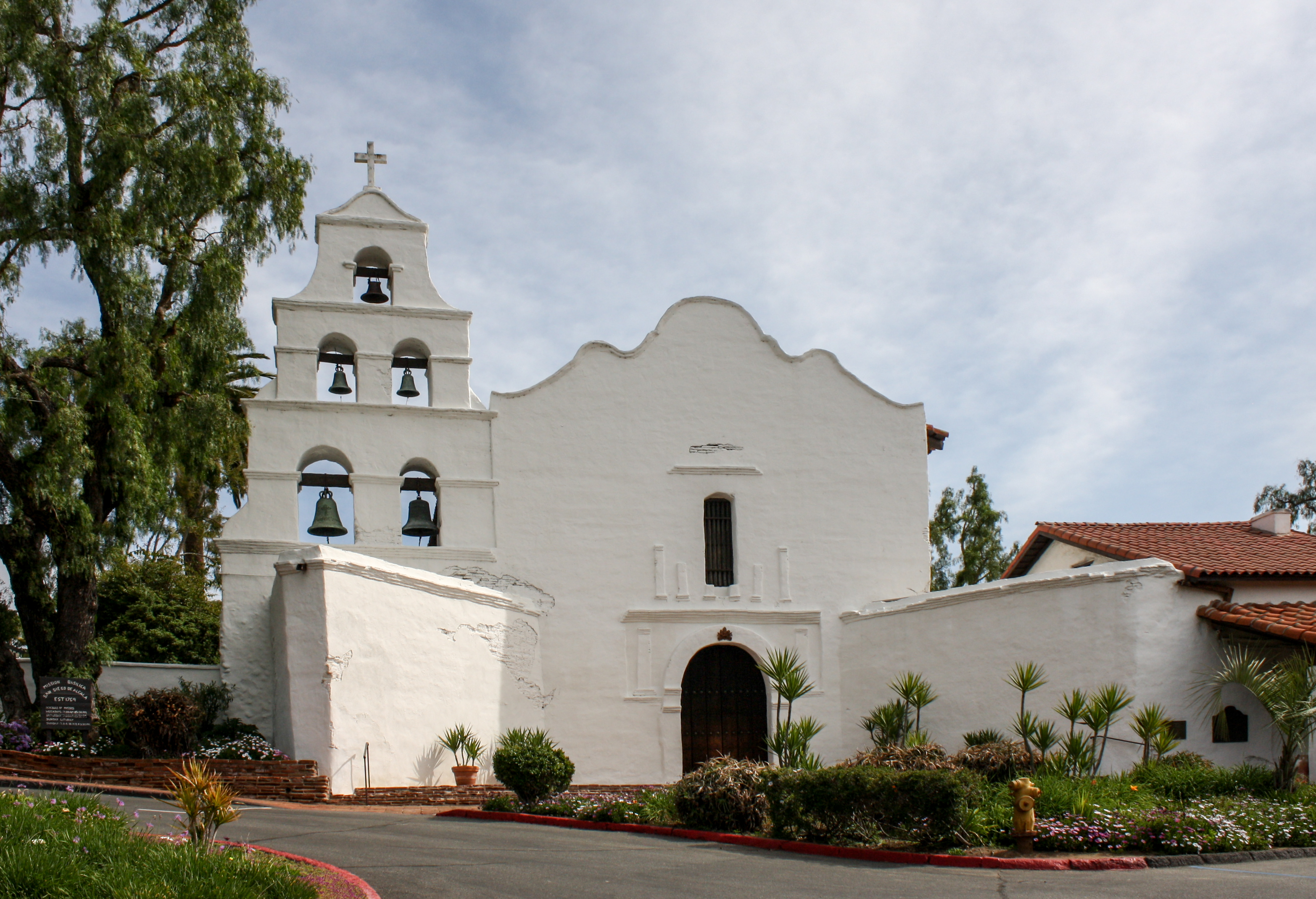
Misión San Diego de Alcalá

La diócesis extendía su jurisdicción sobre los fieles católicos de rito latino residentes en las dos Californias, es decir, la actual región estadounidense de Alta California (que combinaba los territorios de los actuales estados de California, Utah, Nevada y parte de Arizona y Wyoming) y la actual región mexicana de Baja California, dividida entre los estados de Baja California y Baja California Sur. 
La sede de la diócesis se encontraba en la actual ciudad de Santa Bárbara, en donde la procatedral era la Misión de Santa Bárbara, sin embargo, la bula de erección dice que la catedral debía instalarse en la iglesia mayor de la ciudad de San Diego.

## Historia

### Antecedentes

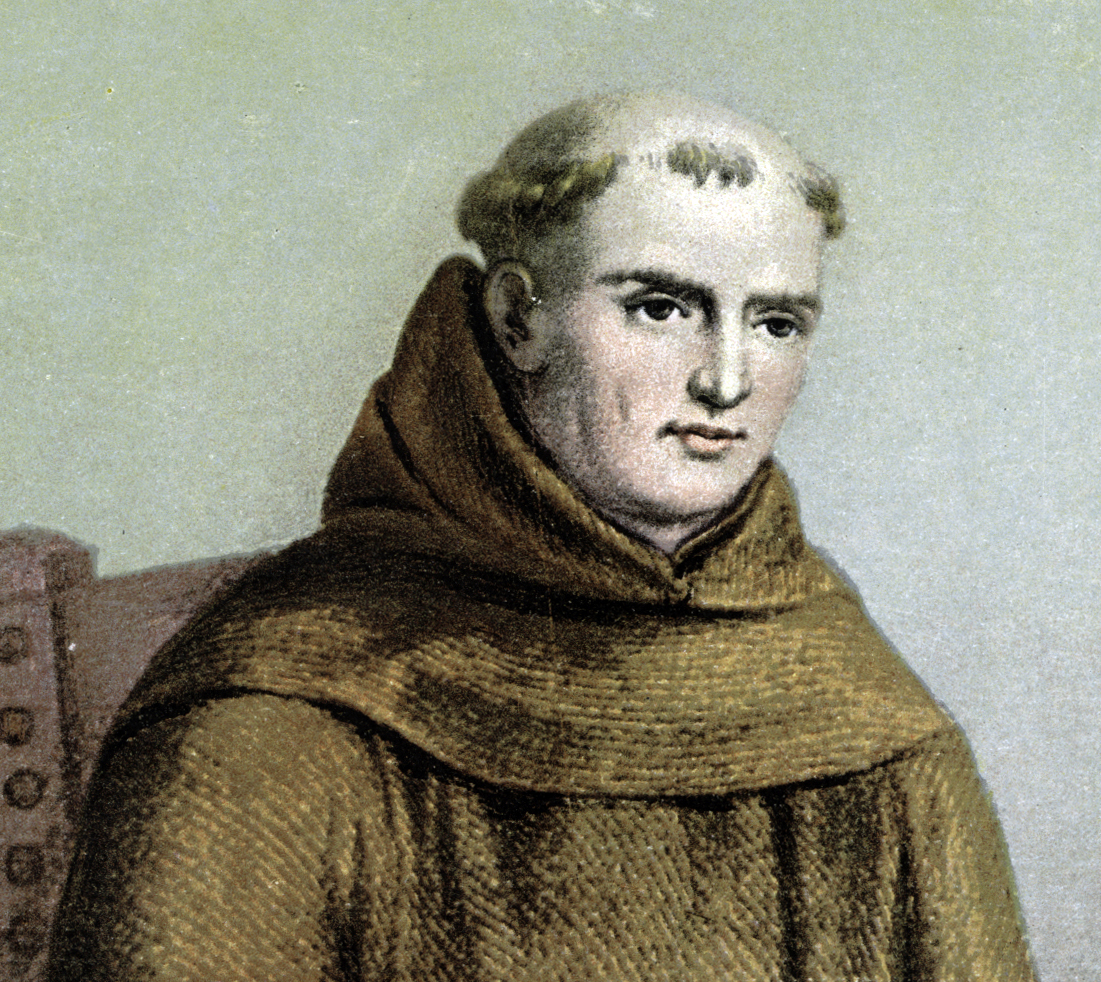
San Junípero Serra, fundador de San Diego y de Monterrey

Las primeras misiones católicas en las Californias datan de finales del siglo XVII cuando en octubre de 1697 los jesuitas llegaron a Loreto y empezaron con la evangelización de la península de Baja California. Pero tras la expulsión de los jesuitas en 1768 fue sobre todo con los franciscanos en el siglo XVIII cuando se establecieron misiones estables, gracias en particular a la obra de san Junípero Serra, quien fundó entre otras misiones, San Diego de Alcalá (en 1769) y San Carlos Borromeo de Carmelo. Esta última en la bahía de Monterrey, origen de la ciudad de Monterrey en donde en 1777 se instaló la capital de Las Californias, como parte de la Comandancia General de las Provincias Internas en el Virreinato de Nueva España.
La jurisdicción sobre las misiones franciscanas en California fue disputada por los obispos de Durango y Guadalajara, hasta el 7 de mayo de 1779, cuando, con la erección de la diócesis de Sonora (hoy arquidiócesis de Hermosillo), se sometieron las misiones de las dos Californias a la jurisdicción de los obispos de la nueva diócesis.
La ley de secularización mexicana de 1833 castigó a las misiones católicas de las Californias por su adhesión mayoritaria a la causa realista y las despojó de todas sus propiedades, dejándoles apenas las iglesias.

### Diócesis de California
La diócesis de California fue erigida el 27 de abril de 1840 mediante el breve Apostolicam sollicitudinem del papa Gregorio XVI, obteniendo el territorio de la diócesis de Sonora.
El primer obispo, el franciscano Francisco José Vicente García Diego y Moreno eligió la Misión de Santa Bárbara como procatedral y falleció allí el 30 de abril de 1846, por lo que la diócesis siguió administrada por su vicario general, José María González Rubio.
Durante la Intervención estadounidense en México Santa Bárbara fue capturada por tropas estadounidenses el 27 de diciembre de 1846 y con el Tratado de Guadalupe Hidalgo del 2 de febrero de 1848, California se dividió definitivamente entre México y los Estados Unidos. 

### Diócesis de Monterrey
El 20 de noviembre de 1849 el papa Pío IX nombró a Charles Pius Montgomery como obispo de Monterrey y no de las Californias, aunque el obispo electo no asumió, la sede fue trasladada a Monterrey, con el nombre de diócesis de Monterrey, manteniendo su jurisdicción. El Gobierno de México reaccionó pidiendo a la Santa Sede el 12 de diciembre de 1849 que Baja California fuera separada de la nueva diócesis de Monterrey como un vicariato apostólico.
El 31 de mayo de 1850 el papa Pío IX nombró al dominico español José Sadoc Alemany y Conill como obispo de Monterrey, quien mantuvo a González Rubio como vicario general y le asignó el gobierno del territorio diocesano que permaneció en México. El 21 de diciembre de 1851 la diócesis dejó de ser sufragánea de la arquidiócesis de México y pasó a ser inmediatamente sujeta a la Santa Sede.
En 1853 el arzobispo de México avisó a González Rubio que la Santa Sede lo había nombrado vicario apostólico de Baja California, pero por dos veces rechazó el nombramiento, por lo que Baja California, fue separada de la diócesis de Monterrey y fue puesta bajo la administración del arzobispo de México hasta el nombramiento de Juan Francisco Escalante y Moreno el 23 de marzo de 1855 como vicario apostólico.

### Diócesis titular
Desde 1996 California figura entre las sedes episcopales titulares de la Iglesia católica. Desde el 25 de febrero de 2011 el obispo titular es William John Waltersheid, obispo auxiliar de la diócesis de Pittsburgh.

## Episcopologio

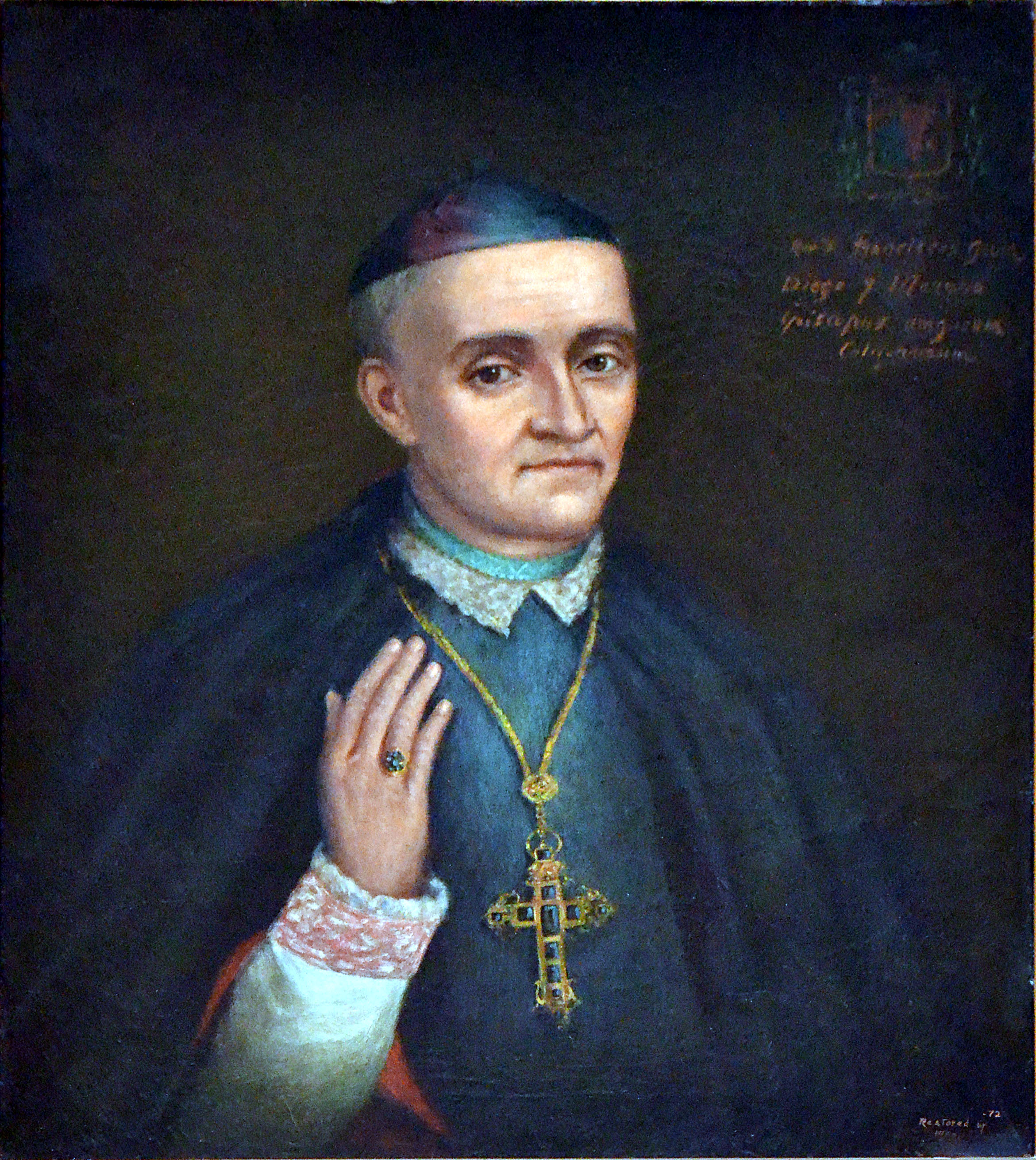
Francisco García Diego y Moreno, primer obispo de la diócesis de California

- Francisco José Vicente García Diego y Moreno, O.F.M.Obs. † (27 de abril de 1840-30 de abril de 1846 falleció)
  - José María González Rubio, O.F.M. † (1846-1850 renunció) (administrador, vicario general de la diócesis nombrado por García Diego y Moreno)[nota 2]

### Obispos titulares
- John James Ward † (15 de junio de 1996-10 de enero de 2011 falleció)
- William John Waltersheid, desde el 25 de febrero de 2011